# Wuhan Open 2018
Пuhan Open 2018 (також відомий під назвою Dongfeng Motor Wuhan Open 2018 за назвою спонсора) — жіночий тенісний турнір, що проходив на відкритих кортах з твердим покриттям Optics Valley International Tennis Center в Ухані (Китай). Тривав з 23 до 29 вересня 2018 року. Це був 5-й за ліком Wuhan Open. Належав до серії Premier 5 в рамках Туру WTA 2018.

## Очки і призові

### Нарахування очок
| Дисципліна       | П   | Ф   | ПФ  | ЧФ  | 1/8 | 1/16 | 1/32 | Q   | Q2  | Q1  |
| Одиночний розряд | 900 | 585 | 350 | 190 | 105 | 60   | 1    | 30  | 20  | 1   |
| Парний розряд    | 900 | 585 | 350 | 190 | 105 | 1    | Н/Д  | Н/Д | Н/Д | Н/Д |

### Призові гроші
| Дисципліна       | П        | F        | ПФ       | ЧФ      | 1/8     | 1/16    | 1/32   | Q2     | Q1     |
| Одиночний розряд | $471,700 | $235,520 | $117,770 | $54,230 | $26,900 | $13,790 | $7,090 | $3,955 | $2,040 |
| Парний розряд    | $135,000 | $68,200  | $33,635  | $16,990 | $8,600  | $4,255  | Н/Д    | Н/Д    | Н/Д    |

## Учасниці основної сітки в одиночному розряді

### Сіяні учасниці
| Країна     | Гравчиня          | Рейтинг | Сіяна |
| ---------- | ----------------- | ------- | ----- |
| Румунія    | Сімона Халеп      | 1       | 1     |
| Данія      | Каролін Возняцкі  | 2       | 2     |
| Німеччина  | Анджелік Кербер   | 3       | 3     |
| Франція    | Каролін Гарсія    | 4       | 4     |
| Чехія      | Петра Квітова     | 5       | 5     |
| Україна    | Еліна Світоліна   | 6       | 6     |
| Японія     | Наомі Осака       | 7       | 7     |
| Чехія      | Кароліна Плішкова | 8       | 8     |
| США        | Слоун Стівенс     | 9       | 9     |
| Латвія     | Олена Остапенко   | 10      | 10    |
| Німеччина  | Юлія Гергес       | 11      | 11    |
| Нідерланди | Кікі Бертенс      | 12      | 12    |
| Росія      | Дарія Касаткіна   | 13      | 13    |
| Іспанія    | Гарбінє Мугуруса  | 14      | 14    |
| Бельгія    | Елісе Мертенс     | 15      | 15    |
| Австралія  | Ешлі Барті        | 17      | 16    |

- Рейтинг подано станом на 17 вересня 2018

### Інші учасниці
Учасниці, що отримали вайлд-кард на вихід в основну сітку:
- Вікторія Азаренко
- Бернарда Пера
- Саманта Стосур
- Ван Цян
- Чжен Сайсай

Гравчині, що потрапили до основної сітки через стадію кваліфікації:
- Вікторія Голубич
- Софія Кенін
- Ребекка Петерсон
- Моніка Пуїг
- Катерина Сінякова
- Сара Соррібес Тормо
- Ван Сю
- Ван Яфань

Такі тенісистки потрапили в основну сітку як Щасливі лузери:
- Маркета Вондроушова
- Полона Герцог
- Моніка Нікулеску

### Відмовились від участі
- Вікторія Азаренко → її замінила  Маркета Вондроушова
- Міхаела Бузернеску → її замінила  Кірстен Фліпкенс
- Кая Канепі → її замінила  Александра Крунич
- Наомі Осака  → її замінила   Полона Герцог
- Магдалена Рибарикова  → її замінила   Моніка Нікулеску

### Знялись
- Тімеа Бабош
- Медісон Кіз
- Коко Вандевей
- Ван Цян

## Учасниці основної сітки в парному розряді

### Сіяні пари
| Країна    | Гравчиня                  | Країна     | Гравчиня                   | Рейтинг1 | Сіяна |
| --------- | ------------------------- | ---------- | -------------------------- | -------- | ----- |
| Угорщина  | Тімеа Бабош               | Франція    | Крістіна Младенович        | 6        | 1     |
| Чехія     | Андреа Сестіні-Главачкова | Чехія      | Барбора Стрицова           | 18       | 2     |
| Австралія | Ешлі Барті                | США        | Коко Вандевей              | 27       | 3     |
| Канада    | Габріела Дабровскі        | КНР        | Сюй Їфань                  | 27       | 4     |
| Словенія  | Андрея Клепач             | Іспанія    | Марія Хосе Мартінес Санчес | 28       | 5     |
| Бельгія   | Елісе Мертенс             | Нідерланди | Демі Схюрс                 | 30       | 6     |
| США       | Ніколь Мелічар            | Чехія      | Квета Пешке                | 31       | 7     |
| Чехія     | Луціє Градецька           | Росія      | Катерина Макарова          | 48       | 8     |

- Рейтинг подано станом на 17 вересня 2018

### Інші учасниці
Нижче наведено пари, які отримали вайлдкард на участь в основній сітці:
- Дуань Інін  /  Ван Яфань
- Цзян Сіньюй  /  Ван Цян

### Відмовились від участі
Під час турніру
- Ваня Кінґ

### Знялись
- Коко Вандевей

## Переможниці та фіналістки

### Одиночний розряд
- Арина Соболенко —  Анетт Контавейт, 6–3, 6–3

### Парний розряд
- Елісе Мертенс /  Демі Схюрс —  Андреа Сестіні-Главачкова /  Барбора Стрицова, 6–3, 6–3